# Ash-Shu'ara
Ash-Shu'ara "Os Poetas" (em árabe:  سورة الشعراء) é a vigésima sexta sura do Alcorão e contém 227 ayats.